# I Am a Hero
I Am a Hero (アイアムアヒーロー Ai Amu A Hīrō) er en japansk zombiemanga-serie skrevet og illustreret af Kengo Hanazawa. Den blev serialiseret i Shogakukans seinenmanga-magasin Weekly Big Comic Spirits i perioden april 2009 til februar 2017, hvor dens 264 kapitler er opsamlet i 22 bind. I Danmark er mangaen har Forlaget Faraos Cigarer købt rettighederne til at udgive serien i en dansk udgave.
En live-action-filmadaptation havde præmiere ved Sitges Film Festival i oktober 2015, inden den blev udgivet kommercielt i april 2016. Der er tre spin-off-mangaer, der foregår i samme univers, som hedder I Am a Hero in Osaka, I Am a Hero in Ibaraki og I Am a Hero in Nagasaki, samt en antologi af forskellige mangakunstnere ved navn I Am a Hero Official Anthology: 8 Tales of the ZQN.
Per november 2021 havde mangaen over 8,3 millioner eksemplarer i omløb. I 2013 vandt I Am a Hero den 58. Shogakukan Manga Award i den generelle kategori.

## Handling

### I Am a Hero
Historien begynder med Hideo Suzuki, en 35-årig assistent til en mangakunstner, hvis liv ser ud til at sidde fast i hans udmattende, og dog lavtlønnede job, uforløste drømme, sære hallucinationer og utilfredsstillende forhold. Han ser sig selv som en bikarakter i sit eget liv grundet lavt selværd, som forårsager ham store frustrationer.
Men en dag går verden som Hideo kender den itu, grundet tilstedeværelsen af en sygdom (ofte kaldet ZQN), som gør mennesker til morderiske, zombie-agtige mutanter, hvis første instinkt er at angribe og fortære den nærmeste person. Bevæbnet med intet andet end en shotgun flygter han for sit liv og møder fremmede på sin vej. For en stund har han og hans kammerater svært ved at holde sig i live, mens de sætter spørgsmålstegn ved egne moralske valg. I sidste ende er det kun tre af dem, der er tilbage, som så kører til Mt. Fuji, for så at blive reddet.

### I Am a Hero in Osaka
I Am a Hero in Osaka foregår i starten af ZQN-udbrudet i Osaka. Denne manga omhandler en deltids-butiksansvarlig med en forkærlighed for motorcykle og hans rejse for at redde sin kæreste, Kozue,der er strandet på et fly i Kansai International Airport, såvel som Kozues kamp for overlevelse i et fortsat mere fjendtligt miljø. Imod alle odds gør parret deres bedste, for at genforenes.

### I Am a Hero in Ibaraki
I Am a Hero in Ibaraki foregår i begyndelsen af ZQN-udbrudet i Ibaraki. Historien fokuserer på en isoleret gymnasieelev og hans hund, der kæmper for at overleve, ikke blot mod ZQN-virusen, men også hans inficerede familie og barndomsvenner.

### I Am a Hero in Nagasaki
I Am a Hero in Nagasaki foregår i begyndelsen af ZQN-udbrudet i Nagasaki. Mangaen består af historien om Yamada, som er droppet ud af gymnasiet og blevet fotograf, og som lider af livlige hallucinationer, som opstår grundet en form for menneskeforskrækkelse, samt Nirei Aya, der er national mester i kyudo og Yamadas forhenværende klassekammerat. Historien dokumenterer deres rejse mod Hashima Island, et sted der anses for at være sikkert. Deres rejse bliver dog ikke blot truet af ZQN-virussen, men også af deres medmennesker.

## Medier

### Manga
I Am a Hero, skrevet og illustreret af Kengo Hanazawa, blev serialiseret i Shogakukans seinenmanga-magasin Weekly Big Comic Spirits i perioden april 2009 til februar 2017. Shogakukan har semlet seriens kapitler i 22 tankobon-bind, udgivet mellem den 28. august 2009 og den 30. marts 2017.
I Danmark annoncerede Forlaget Faraos Cigarer den 12. august 2024, at de arbejdede på en dansk-sproget udgave af de første 2 bind på, som skulle udkomme senere på året, hvoraf det første udkom den 22. oktober. Forlaget arrangerede et event, hvor man den messen Bogforum den 1. til 3. november 2025, i anledning af seriens danske udgivelse, kunne møde seriens forfatter.
I Nordamerika annoncerede Dark Horse Comics i maj 2015, at de havde købt rettighederne til at udgive en engelsk-sproget udgave med planer om et to-i-én-omnibusformat, der skulle begynde at blive udgive i 2016. Det første bind blev udgivet den 13. april 2016, og det 11. og sidste bind blev udgivet den 23. oktober 2019.
Serien blev også udgivet i Italien af GP Manga, i Frankrig af Kana, i Spanien af Norma Editorial, i Mexico af Panini Manga, i Tyskland af Carlsen Manga og i Indonesien af Level Comics.

#### Bind
| Nr. | Original udgivelsesdato | Original ISBN     | Dansk udgivelsesdato | Dansk ISBN    |
| --- | ----------------------- | ----------------- | -------------------- | ------------- |
| 01 | 28. august 2009         | 978-4-09-182580-3 | 22. oktober 2024     | 9788771764444 |
| En aften, som han er på vej hjem fra arbejde, bevidner Hideo påkørslen af en kvindelig fodgænger, der slår ofret ihjel på stedet. Men til trods for sine dødelige kvæstelser rejser ofret sig op og går sin vej. Hideo spekulerer på, om det bare var endnu en af hans hallucinationer, men sære ting begynder at ske omkring ham, hvilket han bebrejder stress og overarbejde. Næst morgen tager Hideo til sin kæreste Tetsukos lejlighed—efter de havde været oppe at skændes tidligere—for at sige undskyld. Som han kigger ind ad brevsprækken, ser han, at hun er blevet til et monstrøst, zombie-lignende væsen, og hun farer mod ham. |                         |                   |                      |               |
| 02 | 26. december 2009       | 978-4-09-182779-1 | 5. november 2024     | 9788771764451 |
| 03 | 28. maj 2010            | 978-4-09-183157-6 | 5. november 2024     | 9788771764468 |
| 04 | 30. august 2010         | 978-4-09-183377-8 | 6. juni 2025         | 9788771764475 |
| 05 | 25. december 2010       | 978-4-09-183534-5 | —                    | —             |
| 06 | 30. maj 2011            | 978-4-09-183827-8 | —                    | —             |
| 07 | 30. september 2011      | 978-4-09-184050-9 | —                    | —             |
| 08 | 30. januar 2012         | 978-4-09-184246-6 | —                    | —             |
| 09 | 30. maj 2012            | 978-4-09-184512-2 | —                    | —             |
| 10 | 30. oktober 2012        | 978-4-09-184729-4 | —                    | —             |
| 11 | 28. februar 2013        | 978-4-09-184880-2 | —                    | —             |
| 12 | 28. juni 2013           | 978-4-09-185240-3 | —                    | —             |
| 13 | 30. oktober 2013        | 978-4-09-185574-9 | —                    | —             |
| 14 | 28. februar 2014        | 978-4-09-185877-1 | —                    | —             |
| 15 | 30. juni 2014           | 978-4-09-186284-6 | —                    | —             |
| 16 | 26. december 2014       | 978-4-09-186668-4 | —                    | —             |
| 17 | 29. maj 2015            | 978-4-09-187020-9 | —                    | —             |
| 18 | 30. november 2015       | 978-4-09-187309-5 | —                    | —             |
| 19 | 15. marts 2016          | 978-4-09-187470-2 | —                    | —             |
| 20 | 12. april 2016          | 978-4-09-187530-3 | —                    | —             |
| 21 | 28. oktober 2016        | 978-4-09-189221-8 | —                    | —             |
| 22 | 30. marts 2017          | 978-4-09-189379-6 | —                    | —             |